# Sharni Williams
Sharni Williams (Batlow, 2 maart 1988) is een Australisch rugbyspeler.

## Carrière
Williams won met de ploeg van Australië tijdens de Olympische Zomerspelen 2016 de Olympische gouden medaille. Williams maakte tijdens dit toernooi in totaal twee try’s.

## Erelijst

### Rugby Seven
- Olympische Zomerspelen:  2016